# أبا الوقف
قرية أبا الوقف هي إحدى القرى التابعة لمركز مغاغة بمحافظة المنيا في جمهورية مصر العربية. حسب إحصاءات سنة 2006، بلغ إجمالي السكان في أبا الوقف 27398 نسمة، منهم 13932 رجلا و13466 امرأة.